# 田中良生
田中 良生（たなか りょうせい、1963年11月11日 - ）は、日本の政治家。自由民主党所属の衆議院議員（6期）、同党筆頭副幹事長。
内閣府副大臣、国土交通副大臣、経済産業大臣政務官、衆議院財務金融委員長を歴任。

## 経歴
立教高等学校（現・立教新座高等学校）を経て、1986年に立教大学経済学部経済学科を卒業。1991年にベンチャー企業のケイ・アール・ベンチャーを起業。
小学校や青年会議所の後輩である庄野拓也と共に立ち上げた蕨ケーブルビジョン専務取締役・代表取締役社長を歴任し、現在は取締役会長。日本青年会議所においても1997年に蕨青年会議所（現・とだわらび青年会議所）理事長、2001年に埼玉ブロック会長を歴任。
2005年の第44回衆議院議員総選挙に埼玉15区から自民党公認で出馬し、民主党現職の高山智司を破り初当選。
2009年の第45回衆議院議員総選挙に再選を目指して埼玉15区から出馬したが、高山に敗れ、重複立候補した比例北関東ブロックでも復活できずに落選。
2012年の第46回衆議院議員総選挙に埼玉15区から出馬し、前回敗れた高山を破って当選。
2013年9月、第2次安倍内閣において経済産業大臣政務官に就任（2014年9月、退任）。
2014年の第47回衆議院議員総選挙に埼玉15区から出馬し、3選。
2015年10月23日、自民党経済産業部会長に就任。
2016年8月5日、国土交通副大臣に就任（2017年8月、退任）。
2017年の第48回衆議院議員総選挙に埼玉15区から出馬し、4選。
2018年1月、第4次安倍内閣で内閣府副大臣（地方創生、拉致問題、規制改革、女性活躍、男女共同参画、少子化対策担当）に就任。
2018年10月、第4次安倍改造内閣で内閣府副大臣（金融、経済再生・経済財政）に就任。
2019年10月、衆議院財務金融委員長に就任。
2021年10月31日、第49回衆議院議員総選挙で5選。
2024年10月27日、第50回衆議院議員総選挙で6選。

## 不祥事

### 公職選挙法違反
- 2013年に、参院選公示前に投票を依頼する文書を郵送したとして、埼玉県警から公職選挙法違反（法定外文書頒布、事前運動）の疑いで、公設第1秘書が書類送検された[10][11]。依頼には次期衆院選で公明党の支援を得る狙いがあったとみられる[10][11]。

### 政治献金問題
- 田中が代表を務める自民党支部が2012年、選挙区内にある蕨市が出資する第三セクターから計140万円の政治献金を受けていたことが明らかになった[12]。政治資金規正法は、自治体の首長選などに関係する政党などへの三セクの寄付を禁じている[12]。報道を受け、田中氏側は受け取った寄付を返還することを決めた[12]。

## 政策
- 憲法改正に賛成[13]。

## 所属団体・議員連盟
- 自民党たばこ議員連盟[14]
- 日本会議国会議員懇談会[15]
- 神道政治連盟国会議員懇談会[15]
- みんなで靖国神社に参拝する国会議員の会[15]

## 選挙歴
| 当落 | 選挙                   | 執行日         | 年齢 | 選挙区       | 政党       | 得票数     | 得票率 | 定数 | 得票順位 /候補者数 | 政党内比例順位 /政党当選者数 |
| ---- | ---------------------- | -------------- | ---- | ------------ | ---------- | ---------- | ------ | ---- | ------------------ | ---------------------------- |
| 当   | 第44回衆議院議員総選挙 | 2005年09月11日 | 41   | 埼玉県第15区 | 自由民主党 | 10万6961票 | 40.00% | 1    | 1/4                | /                            |
| 落   | 第45回衆議院議員総選挙 | 2009年08月30日 | 45   | 埼玉県第15区 | 自由民主党 | 8万5826票  | 37.05% | 1    | 2/4                | 12/6                         |
| 当   | 第46回衆議院議員総選挙 | 2012年12月16日 | 49   | 埼玉県第15区 | 自由民主党 | 8万8210票  | 42.67% | 1    | 1/5                | /                            |
| 当   | 第47回衆議院議員総選挙 | 2014年12月14日 | 51   | 埼玉県第15区 | 自由民主党 | 9万8287票  | 52.31% | 1    | 1/3                | /                            |
| 当   | 第48回衆議院議員総選挙 | 2017年10月22日 | 53   | 埼玉県第15区 | 自由民主党 | 9万6185票  | 48.23% | 1    | 1/4                | /                            |
| 当   | 第49回衆議院議員総選挙 | 2021年10月31日 | 57   | 埼玉県第15区 | 自由民主党 | 10万2023票 | 45.87% | 1    | 1/3                | /                            |
| 当   | 第50回衆議院議員総選挙 | 2024年10月27日 | 60   | 埼玉県第15区 | 自由民主党 | 7万3973票  | 35.56% | 1    | 1/5                | /                            |